# 卡波纳戈
卡波纳戈（義大利語：Caponago），是意大利蒙萨和布里安萨省的一个市镇。总面积5平方公里，人口5201人，人口密度1040.2人/平方公里（2009年）。ISTAT代码为015047。